# Halkosaari (ö i Södra Savolax, Nyslott, lat 61,95, long 28,74)
Halkosaari är en ö i Finland. Den ligger i sjön Haukivesi och i kommunen Nyslott i  landskapet Södra Savolax, i den sydöstra delen av landet, 280 km nordost om huvudstaden Helsingfors. Öns area är 6,6 hektar och dess största längd är 0,5 kilometer i öst-västlig riktning.